# Parafia św. Jana Chrzciciela w Lesznie (rzymskokatolicka)
Parafia Świętego Jana Chrzciciela w Lesznie – parafia rzymskokatolicka należąca do dekanatu leszczyńskiego archidiecezji poznańskiej. Została utworzona w 1972 roku. Siedziba parafii oraz kościół parafialny mieszczą się prz ulicy Bolesława Chrobrego w Lesznie.

## Obszar
Leszno:
- ulice: Andrzejewskiego, Antoniny, Bohaterów Westerplatte, Dąbrowskiego, Gen. Dowbór-Muśnickiego, Grunwaldzka (bez nr. parzystych 68-128), Hubala, Jackowskiego, Jagiellońska, Al. Jana Pawła II (bez nr. 2, 4, 27, 29, 31, 33), Karpińskiego, Komeńskiego, ks. Korcza, Królowej Jadwigi, Krótka, Mickiewicza (nr. 1, 2, 3), Modrzewskiego, Niepodległości (nr. parzyste do 62, nr. nieparzyste do 71), Parkowa, Prochownia, Prusa (nr. 1-30), 55. Pułku Piechoty, Sikorskiego, Jana III Sobieskiego, 17 Stycznia (nr. parzyste do 72, nr. nieparzyste do 59), Sułkowskiego, Świderskiego, Wiecierzyńskiego, Włodarczaka, Wojska Polskiego, Zwycięstwa.